# وان نورث

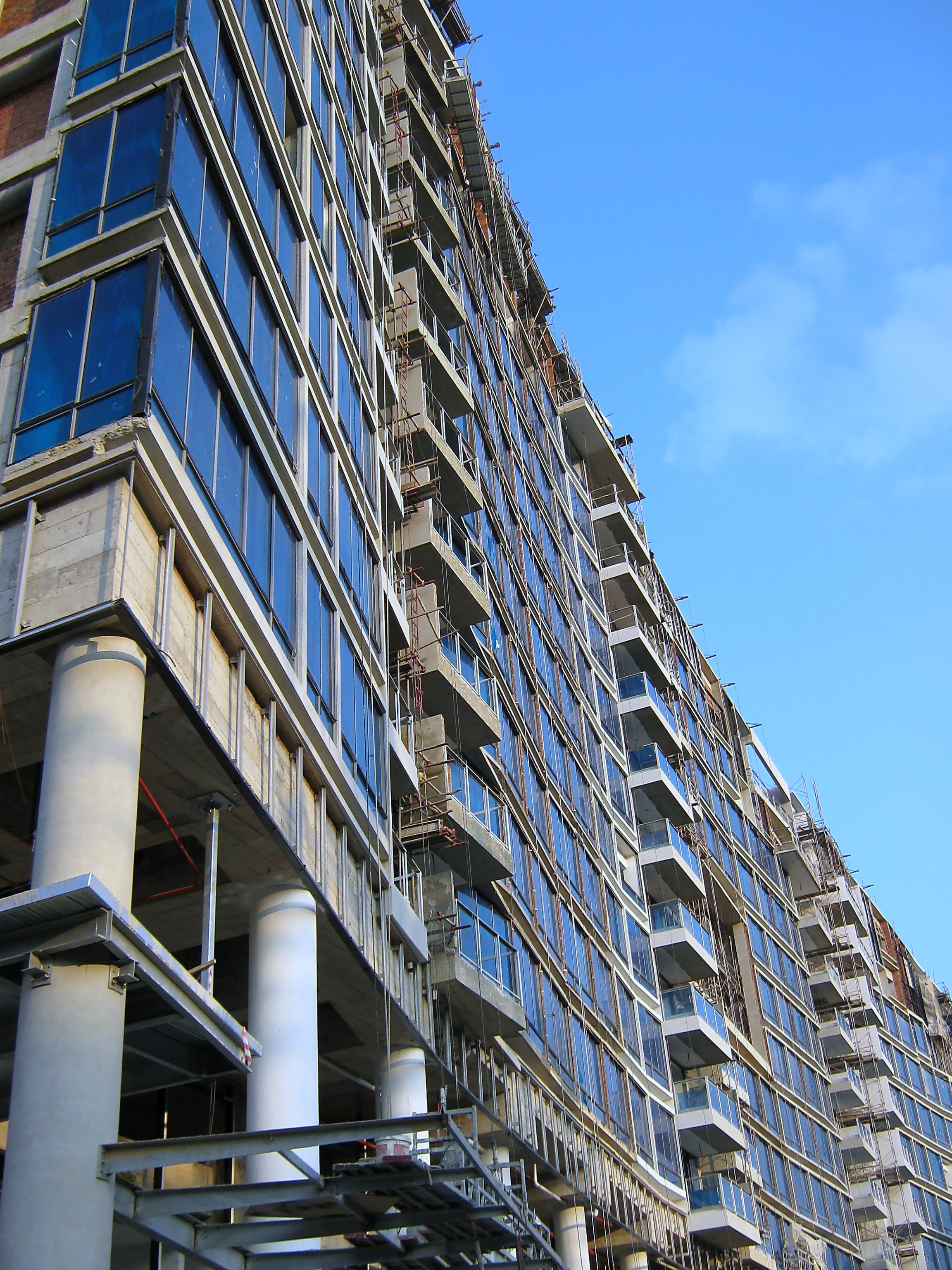
مبنى تحت البناء في وان نورث.

وان نورث (بالإنجليزية: one-north)‏ هي منطقة فرعية وحديقة أعمال تقع في كوينزتاون في سنغافورة. وقد تم تطوير الحديقة من قبل شركة جورونج تاون للبحث والتطوير ومجموعة التكنولوجيا العالية والعلوم الطبية الحيوية وتكنولوجيا المعلومات والاتصالات وصناعات وسائل الإعلام. وعلى الرغم من أنه قد تم تطوير ووضع تصور الخطة الوطنية للتقنية لأول مرة عام 1991، إلا أنه قد تم إطلاقه رسميًا في عام 2001 من قبل نائب رئيس الوزراء السابق توني تان بغية تأسيس مركز المواهب العالمي، والاقتصاد القائم على المعرفة.
قامت المعمارية العراقية زها حديد بعمل المخطط الرئيسي لوان نورث بالقرب من العديد من المعاهد التعليمية والبحثية مثل جامعة سنغافورة الوطنية، إنسياد،ومعهد سنغافورة للتكنولوجيا. وفي 2012، تم الإعداد لبناء الحرم الجامعي الآسيوي في وان نورث بمجمل استثمارات 40 مليون دولار. ويسُهل الوصول إلى المرافق الاجتماعية والترفيهية لقربه من قرية هولندا.